# Scarborough (Verenigde Staten)
Scarborough is een plaats (town) in de Amerikaanse staat Maine, en valt bestuurlijk gezien onder Cumberland County.

## Demografie
Bij de volkstelling in 2000 werd het aantal inwoners vastgesteld op 16.790.

## Geografie

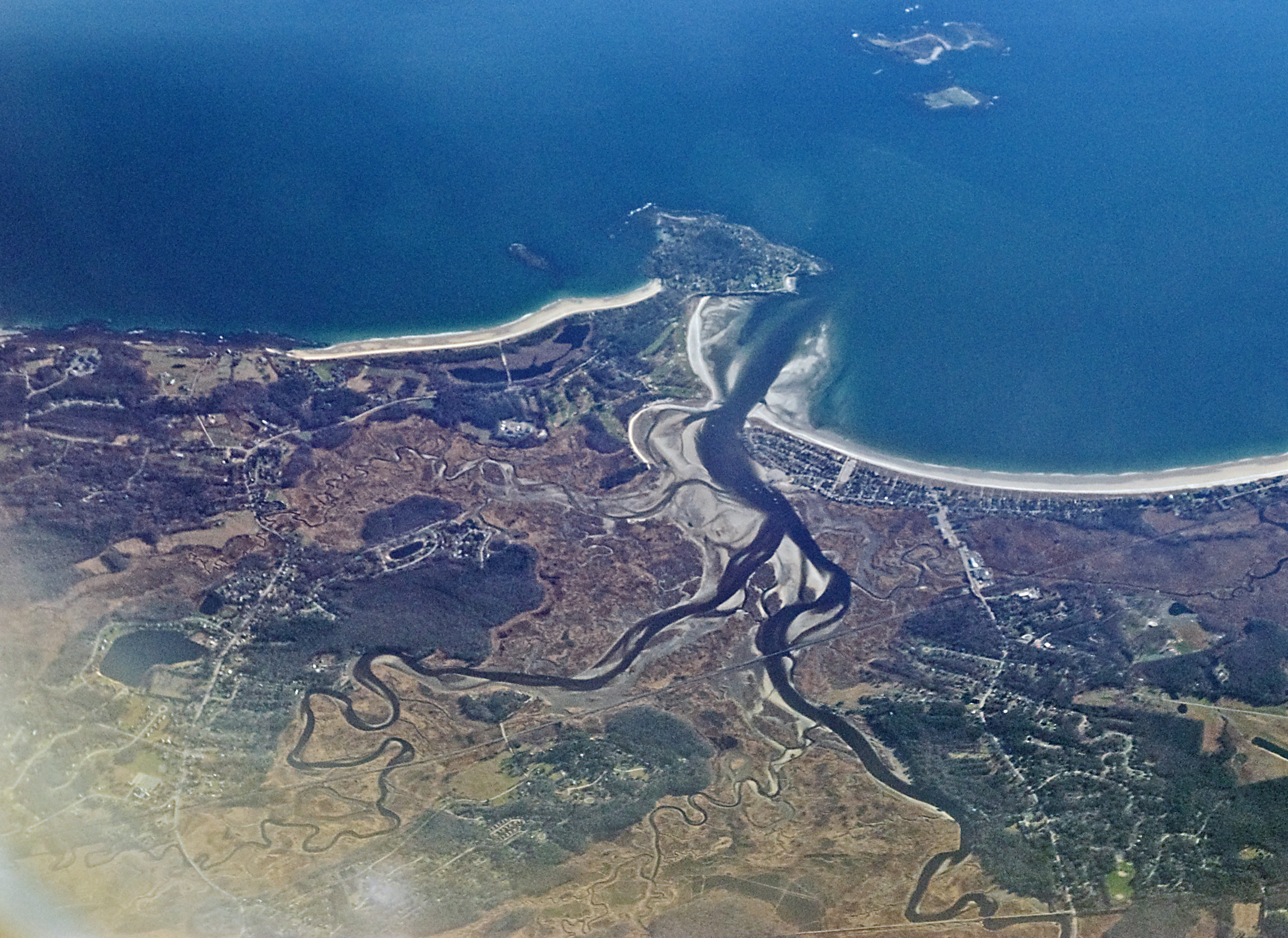
Scarborough vanuit de lucht, kijkend naar het zuidoosten (december 2015). Het Prouts Neck schiereiland en de Scarborough Rivier met haar zijrivieren zijn duidelijk zichtbaar.

Volgens het United States Census Bureau beslaat de plaats een oppervlakte van 143,3 km², waarvan 123,6 km² land en 19,7 km² water.

## Plaatsen in de nabije omgeving
De onderstaande figuur toont nabijgelegen plaatsen in een straal van 16 km rond Scarborough.